# وو شوان‌یی
وو شوان‌یی (انگلیسی: Wu Xuanyi؛ زادهٔ ۲۶ ژانویه ۱۹۹۵) خواننده و بازیگر چینی است. او یکی از اعضای گروه دخترانهٔ کره‌ای کازمیک گرلز است. او همچنین یکی از اعضای گروه دخترانهٔ راکت گرلز ۱۰۱ بوده‌است که از طریق برنامهٔ واقع‌نمای پرودوس ۱۰۱ چین شکل گرفته بود و وو شوان‌یی در آن به جایگاه دوم دست یافت.